# Mario Jurčević
Mario Jurčević (* 1. června 1995) je slovinský profesionální fotbalista a bývalý reprezentant, který hraje na pozici levého obránce za srbský klub FK Partizan.

## Reprezentační kariéra
Jurčević debutoval v národním týmu Slovinska 7. října 2020 v přátelském utkání proti San Marinu.

## Osobní život
Jurčević je z matčiny strany chorvatského a srbského původu.

## Statistiky

### Klubové
Platí k zápasu hranému 27. července 2024.
| Klub                 | Sezóna            | Liga                           | Liga   | Liga | Národní pohár | Národní pohár | Kontinentální | Kontinentální | Celkově | Celkově |
| Klub                 | Sezóna            | Soutěž                         | Zápasy | Góly | Zápasy        | Góly          | Zápasy        | Góly          | Zápasy  | Góly    |
| -------------------- | ----------------- | ------------------------------ | ------ | ---- | ------------- | ------------- | ------------- | ------------- | ------- | ------- |
| Olimpija Lublaň      | 2013/14           | Prva slovenska nogometna liga  | 1      | 0    | —             | —             | —             | —             | 1       | 0       |
| Olimpija Lublaň      | 2014/15           | Prva slovenska nogometna liga  | 3      | 0    | 2             | 0             | —             | —             | 5       | 0       |
| Olimpija Lublaň      | 2016/17           | Prva slovenska nogometna liga  | 9      | 0    | 1             | 0             | —             | —             | 10      | 0       |
| Olimpija Lublaň      | 2018/19           | Prva slovenska nogometna liga  | 19     | 2    | 5             | 0             | 0             | 0             | 24      | 2       |
| Olimpija Lublaň      | 2019/20           | Prva slovenska nogometna liga  | 30     | 1    | 1             | 0             | 4             | 0             | 35      | 1       |
| Olimpija Lublaň      | Celkově           | Celkově                        | 62     | 3    | 9             | 0             | 4             | 0             | 75      | 3       |
| Radomlje (hostování) | 2014/15           | Prva slovenska nogometna liga  | 1      | 0    | 0             | 0             | —             | —             | 1       | 0       |
| Radomlje (hostování) | 2015/16           | Druga slovenska nogometna liga | 14     | 0    | 1             | 0             | —             | —             | 15      | 0       |
| Radomlje (hostování) | Celkově           | Celkově                        | 15     | 0    | 1             | 0             | —             | —             | 16      | 0       |
| Aluminij (hostování) | 2017/18           | Prva slovenska nogometna liga  | 27     | 0    | 5             | 0             | —             | —             | 32      | 0       |
| Osijek               | 2020/21           | Prva hrvatska nogometna liga   | 23     | 0    | 1             | 0             | 0             | 0             | 24      | 0       |
| Osijek               | 2021/22           | Prva hrvatska nogometna liga   | 17     | 1    | 0             | 0             | 3             | 0             | 20      | 1       |
| Osijek               | 2022/23           | Prva hrvatska nogometna liga   | 25     | 0    | 2             | 0             | 2             | 0             | 29      | 0       |
| Osijek               | Celkově           | Celkově                        | 65     | 1    | 3             | 0             | 5             | 0             | 73      | 1       |
| Apollon Limassol     | 2023/24           | A' katigoría                   | 26     | 2    | 2             | 0             | —             | —             | 28      | 2       |
| Partizan             | 2024/25           | Srbská SuperLiga               | 1      | 0    | 0             | 0             | 0             | 0             | 1       | 0       |
| Celkově v kariéře    | Celkově v kariéře | Celkově v kariéře              | 196    | 6    | 20            | 0             | 9             | 0             | 225     | 6       |